# Parakaempferia synantha
Parakaempferia es un género monotípico de plantas fanerógamas pertenecientes a la familia Melastomataceae. Su única especie: Parakaempferia synantha, Es originaria de Asam y la India. 

## Taxonomía
El género fue descrito por A.S.Rao & D.M.Verma y publicado en Bulletin of the Botanical Survey of India 11: 206. 1971. La especie fue aceptada y publicado en la misma publicación.